# Epirranthis diversata
Epirranthis diversata is een nachtvlinder uit de familie van de spanners (Geometridae).
De spanwijdte van deze vlinder is 31 tot 37 millimeter bij het vrouwtje en 40 tot 45 millimeter bij het mannetje. De voorvleugel is bruin met twee grijze dwarslijnen die aan de voorrand breder uitlopen. De achtervleugel is oranje met bruine spikkels. Op de vleugels is een duidelijke middenstip zichtbaar. Het vrouwtje is contrastrijker en feller getekend dan het mannetje.
De soort gebruikt ratelpopulier als waardplant. De rups is te vinden van eind mei tot halverwege juli. De soort overwintert als pop. De vliegtijd is van eind april tot in juni.
De soort komt voor van de lijn Frankrijk-Polen en Fennoscandinavië tot centraal Siberië. In België is de soort waargenomen in de provincie Luik. De habitat is bos.

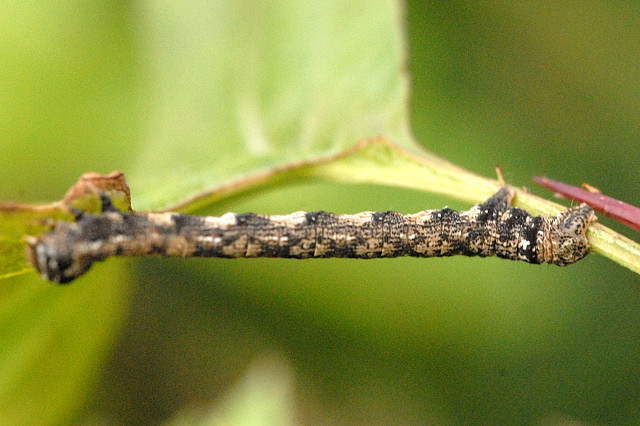
Rups